# Emilie Kalkenberg
Emilie Ågheim Kalkenberg (Mo i Rana, 6 de junio de 1997) es una deportista noruega que compite en biatlón. Ganó cuatro medallas en el Campeonato Europeo de Biatlón, entre los años 2018 y 2024.

## Palmarés internacional
| Campeonato Europeo | Campeonato Europeo       | Campeonato Europeo | Campeonato Europeo      |
| Año                | Lugar                    | Medalla            | Prueba                  |
| ------------------ | ------------------------ | ------------------ | ----------------------- |
| 2018               | Val Ridanna (Italia)     | Medalla de bronce  | Relevo mixto            |
| 2021               | Duszniki-Zdrój (Polonia) | Medalla de oro     | Relevo mixto            |
| 2024               | Osrblie (Eslovaquia)     | Medalla de plata   | Persecución             |
| 2024               | Osrblie (Eslovaquia)     | Medalla de plata   | Relevo mixto individual |